# Požarna vrata
Požarna vrata so vrata z določeno mejo odpornosti proti ognju(včasih omenjena kot vrata z določeno mejo odpornosti proti ognju z avtomatskim zapiranjem) uporabljena kot pasivni zaščitni sistem, ki zmanjšuje širjenje dima ali ognja med deli objektov in kot varen izhod iz stavbe, objekta ali ladje. V stavbenem pravilniku Severne Amerike, se zraven dušilcev ognja, nanaša kot zapora, ki je lahko omejena  v primerjavi proti ločenosti ognja, ki ga zadrži, zagotovljeno da ta prepreka ni požarni zid ali zasedena ločenost. 

## KOMPONENTE
Požarna vrata so izdelana lahko iz več kombinacij materialov, kot so: 
-stekleni oddelki
-gips(kot endotermično pomnilo)
-železo
-les
-”mišljeno kot skupine mineralov, ki jih sestavljajo, aluminij, magnezij, ne poznam besede” plošče
-aluminij
Oboje, vratni nosilci(nihalne ploščice) in vratni okvirni so potrebni za zadovoljitev smernic testne agencije, ki zagotavlja navedbo produkta. Vratni okvir zajema dimna ali ognjena tesnila, strojno opremo vrat in strukturo, ki drži požarna vrata na mestu. Skupaj, ti komponenti sestavljajo tako imenovani vratni set, ki zdrži določeno mejo, količinsko v urah vzdržljivosti na požarnem testu. Vsi komponenti požarnih vrat morajo vsebovati nalepko navedene agencije(z izjemo krogličnih ležajev, ki izpolnjujejo osnovne gradne zahteve ANSI 156.2 in NFPA 80), da bi zagotovili, da so bili testirani in izpolnjujejo požarne zahteve. 

### STROJNA OPREMA VRAT
Zajema, ampak ni omejena na:
-avtomatično zapiranje naprav/objektov
-kroglične ležaje
-pozitivno zaskočni mehanizem
-dimna tesnila
-plinska tesnila

### TESNILA
Robovi požarnih vrat so po večini zavezani imeti tesnila proti ognju, ki jih zajemajo:
-nabrekljivi trak, ki se razširi ob izpostavljenosti z vročino
-neoprenski zaščitni trak
-tesnila, ki preprečijo vhod/izhod dima
Ko so uporabljeni nabrekljivi trakovi v strukturnem delu vrat, je uporaba pravilnega tesnila ključnega pomena za delovanje požarnih vrat. Tesnila lahko nihajo v kemični sestavi, stopnji povečave, obsegu širitve in/ali karakteristiki oglenenja.  

### OKNA
Nekatera požarna vrata so opremljena z notranjim oknom , ki prav tako zajema “višinsko” mejo, ali pa so bila vključena v času testa vrat in bila subjekt vsestranskega potrdila/certifikata vrat.  Požarna okna morajo biti nedotaknjena med požarnimi pojavi in stiku vode iz požarne cevi in lahko vključuje:
-žičasto steklo-večinoma gruzijske vezave
-tekoči natrijev silikat med okenskimi stekli
-keramična stekla
-borosilikatna stekla
Vezano steklo po navadi vzdrži ogenj, medtem ko natrijev silikat deluje kot izolirator prenosa vročine, zaradi endotermičnega dejanja te kemične snovi.

## PRAVILA
Vsi komponenti se morajo nanašati na cetifikacijo produkta zahtev, ki so sprejemljive za lokalni organ, ki je tam pristojen(“Authority Having Jurisdiction” ali AHJ”, s tem, da zadoščajo gradnji in požarni kodi. Nadzorne zahteve se spreminjajo oziroma so drugačne v različnih državah. 
Za primer, v Veliki Britaniji naj bi bila požarno varna vrata podrejena ali standardnemu britanskemu požarnemu testu BS 476 del 22 1987, ali BS/EN 1634-1 2000 testu. Rezultati so zabeleženi  s strani testne agencije in zapisani v poročilo, ki popisuje stvari, kot so gradbeni podatki, popačenja in odčitave pritiska. Številne požarne odpornosti, ki bi morale zadoščati za določeno stavbo, so zapisane v “Gradbeni pravilnik” ali “Britanski standardi”, kot so BS 5588 serije (e.g., 30 minut FD30, ali FD30(S), če je potrebna tudi odpornost mrzlega dima). 
Podobni tehnični vodilni dokumenti in gradbeni pravilniki veljajo tudi v drugih državah.

### GORLJIVOST
Požarna vrata niso obvezno v popolnosti nezgorljiva. Sprejemljivo je, da so deli požarnih vrat uničeni med gorenjem, izpostavljenostjo ognju dokler vratni set zadostuje požarnemu kriteriju omejevanja temperaturne omejitve na nepožarni strani vrat. To je v skladu z vsestranskim ciljem delovanja požarnih vrat, upočasnenju širjenju ognja iz enega prostora v drugi, samo za določen čas, med katerim je ročno ali avtomatsko bojevanje z ognjem v postopku, da se ogenj omeji oziroma se ljudje/stanovalci umaknejo iz poslopja/objekta. 

## ODPOVED POŽARNIH VRAT
Požarna vrata so včasih nezmožna zagotoviti naštetih požarnih sposobnosti ob zanemarjenju namenjene uporabe in sorodnih omejitev ali zahtev, ali nepravilne uporabe. Primer, vrata so včasih blokirana odprta ali pod njimi leži preproga, ki omogoči prostor, da dima požarna prepreka ne zaustavi. Cetifikatne označbe vrat, ki se nahajajo na vratnih nosilcih, prav tako tudi na vratnem okvirju, ne bi smele biti odstranjene ali prebarvane v času obstoja objekta/stavbe.
Včasih imajo požarna vrata zelo velike luknje/odstopanja, od 2,5 cm do celo 5 cm, ki omogočajo pospešeno gibanje zraka, kot v hostelih oziroma “spalnih” objektih. To lahko pripelje do povpraševanja ljudi ali so to res “prava” požarna vrata. Testiranje požarnih vrat omogoča spodnja odstopanja za največ 1,9 cm. Hodniki naj bi imeli požarno odpornosti okoli 1 ure in manj, požarna vrata, pa naj bi z oznako označevala požarno odpornosti 30 minut oziroma 20 minut, predvsem so namenjena omejitvi širjenje dima.